# Merklingen
Merklingen ist eine Gemeinde im Alb-Donau-Kreis.

## Geographie

### Geographische Lage
Merklingen liegt auf der Hochfläche der Schwäbischen Alb, rund 20 Kilometer nordwestlich von Ulm, zwischen Geislingen an der Steige und Blaubeuren.

### Ausdehnung des Gemeindegebiets
Die Gemarkung ist rund 21,31 km² groß.

### Nachbargemeinden
Die Nachbargemeinden von Merklingen sind (im Uhrzeigersinn von Norden): Nellingen, Dornstadt, Laichingen (alle Alb-Donau-Kreis), Hohenstadt, Drackenstein, Bad Ditzenbach (alle Landkreis Göppingen).

### Gemeindegliederung
Merklingen, bestehend aus dem Hauptort und dem Weiler Widderstall, ist auch nach der baden-württembergischen Gemeindereform der 1970er Jahre eine selbständige Gemeinde geblieben; sie ist Mitglied im Gemeindeverwaltungsverband Laichinger Alb, gehört dem Zweckverband Albwasserversorgungsgruppe II, Laichingen, an und ist Mitglied im Interkommunalen Rechenzentrum Ulm-Wiblingen-Reutlingen (KIRU).

### Klima
Das Klima ist für die Mittlere Kuppenalb typisch: sonnige relativ trockene Sommer, kalte schneereiche Winter.

### Schutzgebiete
In Merklingen befinden sich die Naturschutzgebiete Geißrucken, Sandburr und Bleich. Diese sind auch Bestandteil des FFH-Gebiets Kuppenalb bei Laichingen und Lonetal. Der Nordwest- und der Südostteil der Gemarkung wurden als Landschaftsschutzgebiet Merklingen ausgewiesen.

### Weiteres
Die Merklinger Klufthöhle wurde 2016 entdeckt.

## Geschichte

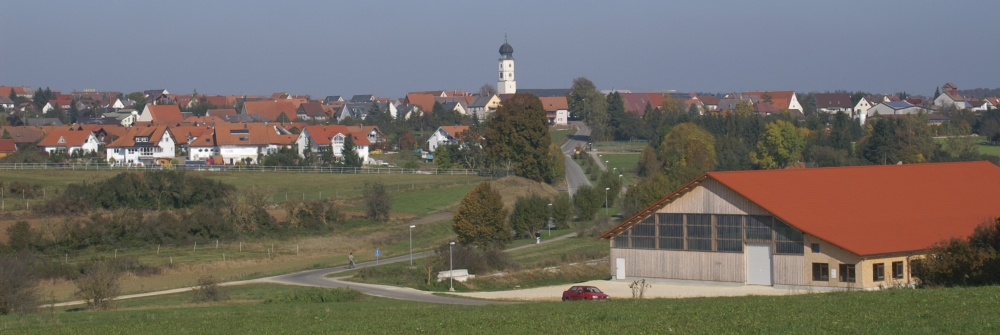
Blick auf Merklingen von Machtolsheim

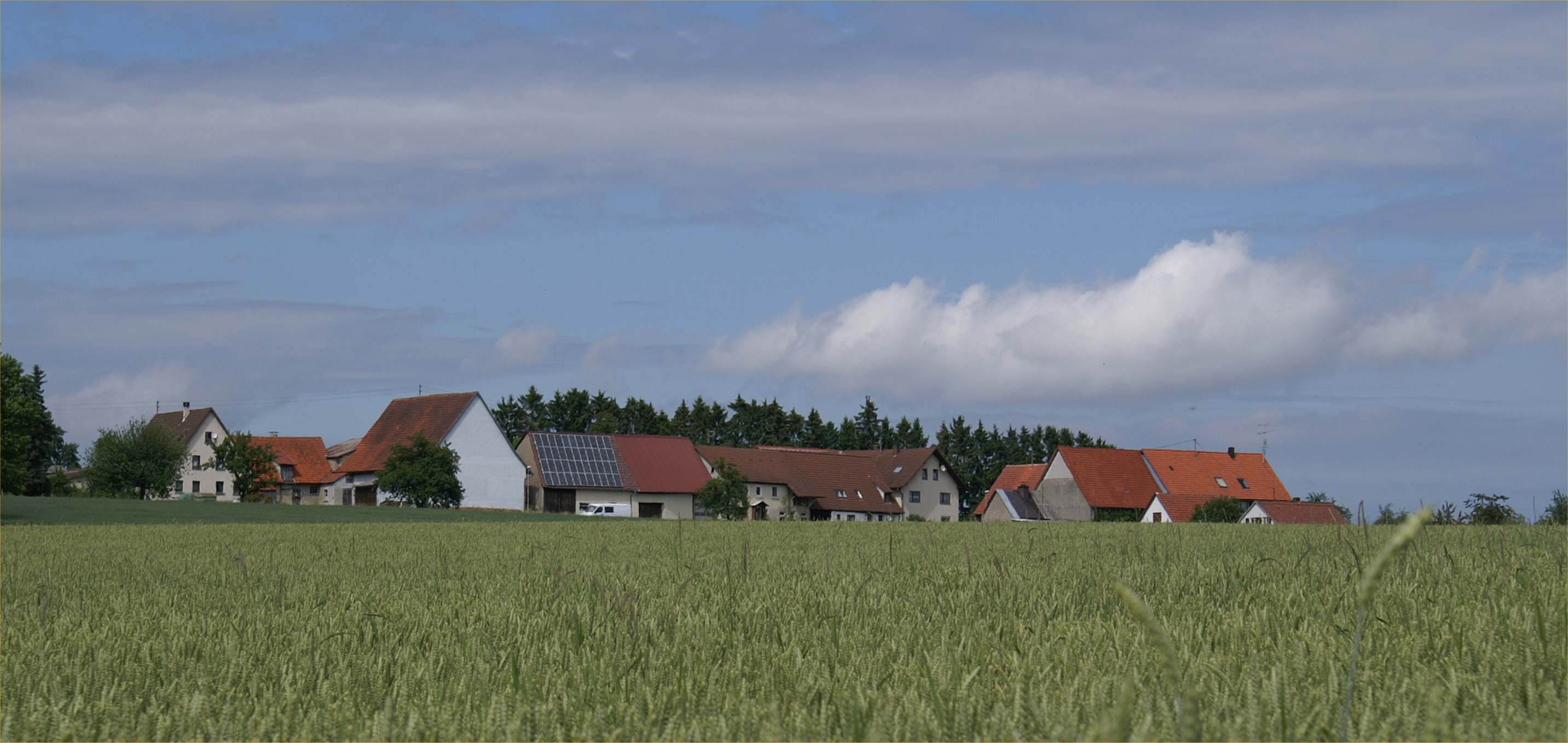
Weiler Widderstall

### Überblick
Im Jahre 861 findet sich die erste urkundliche Erwähnung von Merklingen als Marchelingen in der Gründungsurkunde des Klosters Wiesensteig.
Seit 1482 gehörte der Ort zum Gebiet der Reichsstadt Ulm und war bis 1744 Sitz eines Amtes. Seit 1744 war Merklingen dem Amt Nellingen unterstellt.
Merklingen kam 1803 mit Ulm zum Kurfürstentum Bayern, seit 1806 Königreich. Auf Grund des Grenzvertrags von 1810 gelangte Merklingen von Bayern zum Königreich Württemberg und wurde dem Oberamt Blaubeuren zugeordnet. Während der NS-Zeit in Württemberg wurde die Gemeinde 1938 dem Landkreis Ulm zugeteilt. Nach dem Zweiten Weltkrieg lag der Ort in der Amerikanischen Besatzungszone und somit im neu gegründeten Land Württemberg-Baden, das 1952 im jetzigen Bundesland Baden-Württemberg aufging. Seit der Gebietsreform von 1973 ist Merklingen Teil des Alb-Donau-Kreises.

### Widderstall
Der Weiler Widderstall wurde am 6. Juli 1209 in einer von Papst Innozenz III. und 13 Kardinälen unterschriebenen Urkunde erstmals erwähnt. Innozenz III. nahm das Prämonstratenserkloster Ursberg mit seinen Besitztümern, zu dem auch ein Klosterhof nahe dem heutigen Widderstall gehörte, unter Schutz. Im 13. Jahrhundert gab das Kloster den Hof bereits wieder auf. Spätestens seit dem 15. Jahrhundert war der Ort gänzlich unbewohnt. Die erneute Besiedlung Widderstalls begann erst am Anfang des 19. Jahrhunderts. Die Interessengemeinschaft Geschichte und Brauchtum Merklingen (Alb) hat zusammen mit Widderstaller Bürgern einen Brunnen aus dieser Zeit restauriert.

### Religion
Die Kirche in Merklingen wurde bereits 1275 erwähnt und trägt seit 1512 das Patrozinium der heiligen drei Könige Kaspar, Melchior und Balthasar. Merklingen ist wegen seiner früheren Zugehörigkeit zur Reichsstadt Ulm seit der Reformation überwiegend evangelisch geprägt. Die heutige evangelische Kirchengemeinde Merklingen gehört zum Kirchenbezirk Blaubeuren der Württembergischen Landeskirche.

## Politik

### Bürgermeister
- 1945–1977: Johannes Lohrmann
- 1977–1986: Peter Seyfried
- 1986–2009: Günter Stolz
- Am 27. September 2009 wurde Sven Kneipp, parteilos, zum Bürgermeister gewählt. Im September 2017 wurde er mit 93, 5 % der Stimmen im Amt bestätigt.[3]

### Gemeinderat
Der Gemeinderat in Merklingen hat 10 Mitglieder. Der Gemeinderat besteht aus den gewählten ehrenamtlichen Gemeinderäten und dem Bürgermeister als Vorsitzendem. Der Bürgermeister ist im Gemeinderat stimmberechtigt.

### Wappen

#### Wappenbeschreibung
Im grünen Schilde ein silbernes Häuschen, ziegelgedeckt mit einer Tür zwischen zwei Fenstern, alles in Silber. Das Häuschen steht auf grün-silber gemauertem runden Berg im Schildfuß.

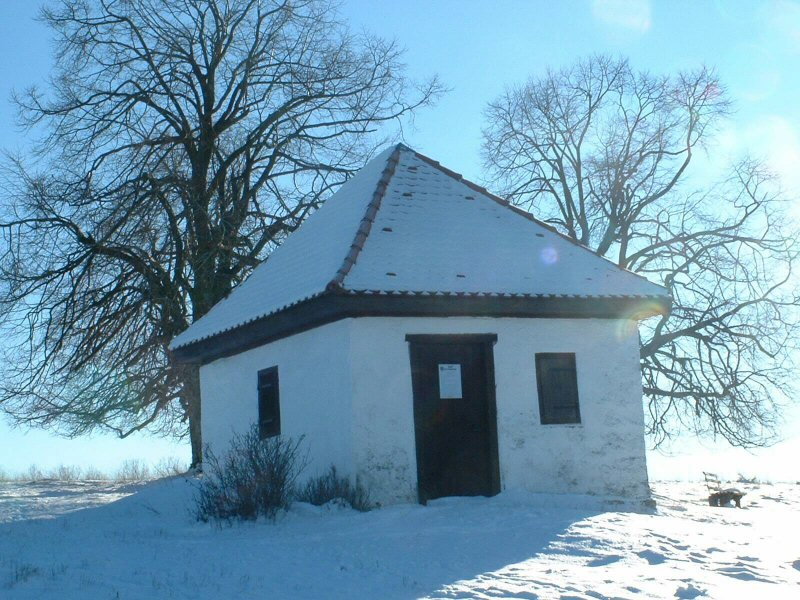
Bleichhäusle in Merklingen

#### Wappenbegründung
Merklingen hatte ein altes Bleichhäusle, das dem Wächter für die auf dem Rasen ausgelegten Wäschestücke zur Unterkunft diente. Da dieses Bleichhäusle als altes Wahrzeichen von Merklingen gilt, wurde es in heraldisch richtiger Form im Ortswappen als Wappeninhalt verwendet. Der gemauerte runde Berg im Schildfuß soll durch die Farben grün-silber den Rasen und die darauf liegenden Wäschestücke versinnbildlichen. Um der Einfachheit willen wurde nur das Farbpaar grün-silber verwendet.

## Wirtschaft und Infrastruktur
Merklingen besitzt eine gute gewerbliche Infrastruktur mit zahlreichen mittelständischen Betrieben am Ort sowie Einzelhandel.

### Verkehr
Bis 1985 war Merklingen über die meterspurige Bahnstrecke Amstetten–Laichingen der WEG an die Filstalbahn von Stuttgart nach Ulm angeschlossen. Über das Gemeindegebiet führt die am 11. Dezember 2022 eröffnete Schnellfahrstrecke Wendlingen–Ulm, deren Tunnel Widderstall im Bereich des gleichnamigen Weilers liegt. Ab 2017 wurde zusätzlich der Bahnhof Merklingen – Schwäbische Alb gebaut. Dieser bietet, ebenfalls seit dem 11. Dezember 2022, mit dem RE 200 einen stündlichen Regionalverkehr nach Ulm bzw. Wendlingen.
An das überregionale Straßennetz ist Merklingen durch die Anschlussstelle 61 der Bundesautobahn 8 von Karlsruhe nach München angebunden.
Der Albtäler-Radweg führt als Landes-Fernradweg durch Merklingen; es handelt sich um einen Rundkurs zwischen Römerstein und Giengen an der Brenz. Er verläuft von Laichingen über dessen Stadtteil Machtolsheim nach Merklingen und weiter über Nellingen nach Amstetten.

### Bildungseinrichtungen
In Merklingen selbst befindet sich eine Grundschule. In der Nachbargemeinde Nellingen ist eine Hauptschule ansässig, Realschule und Gymnasium können in der Stadt Laichingen besucht werden.

## Kultur und Sehenswürdigkeiten

### Bauwerke

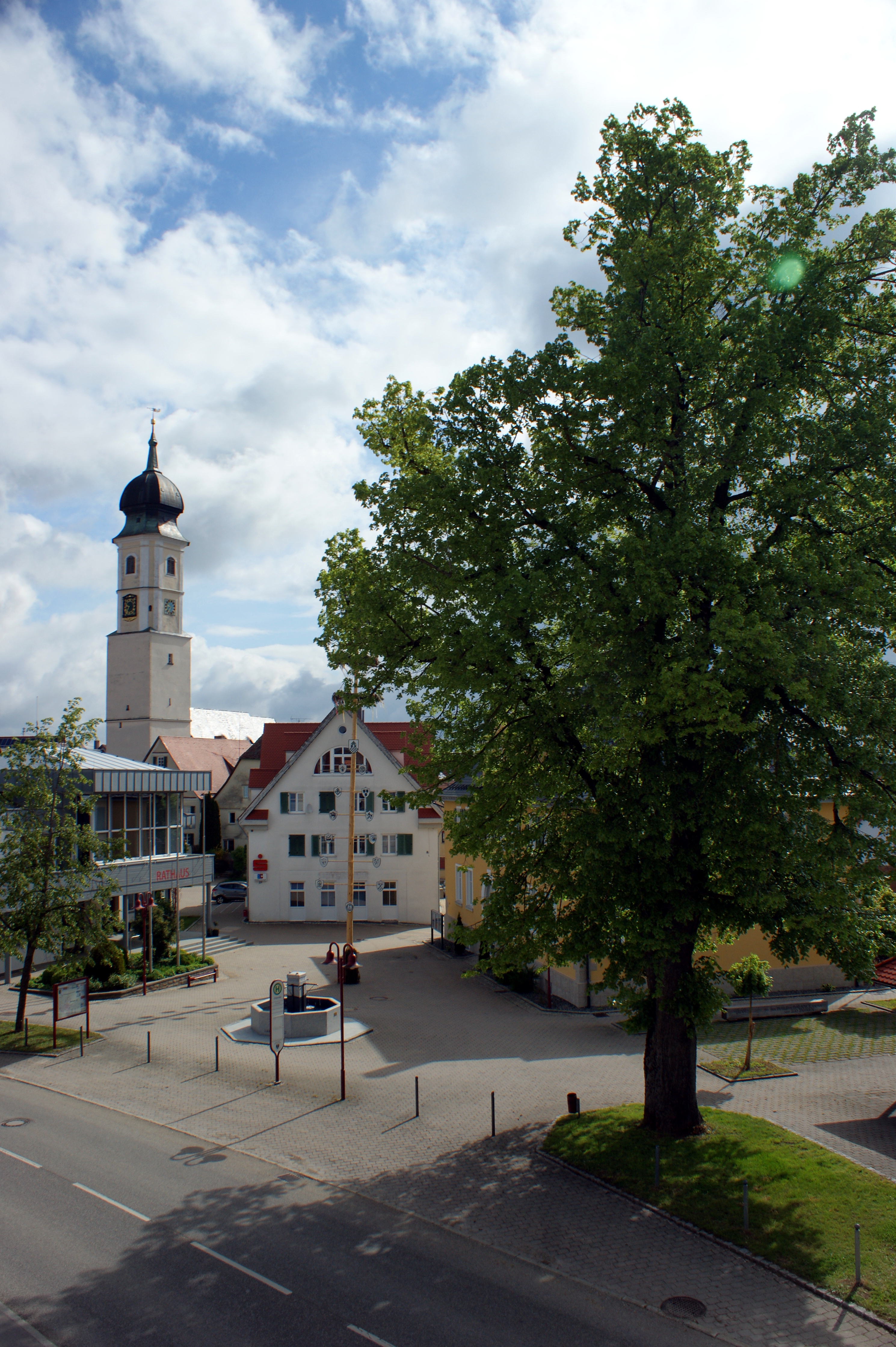
Ortsmitte von Merklingen

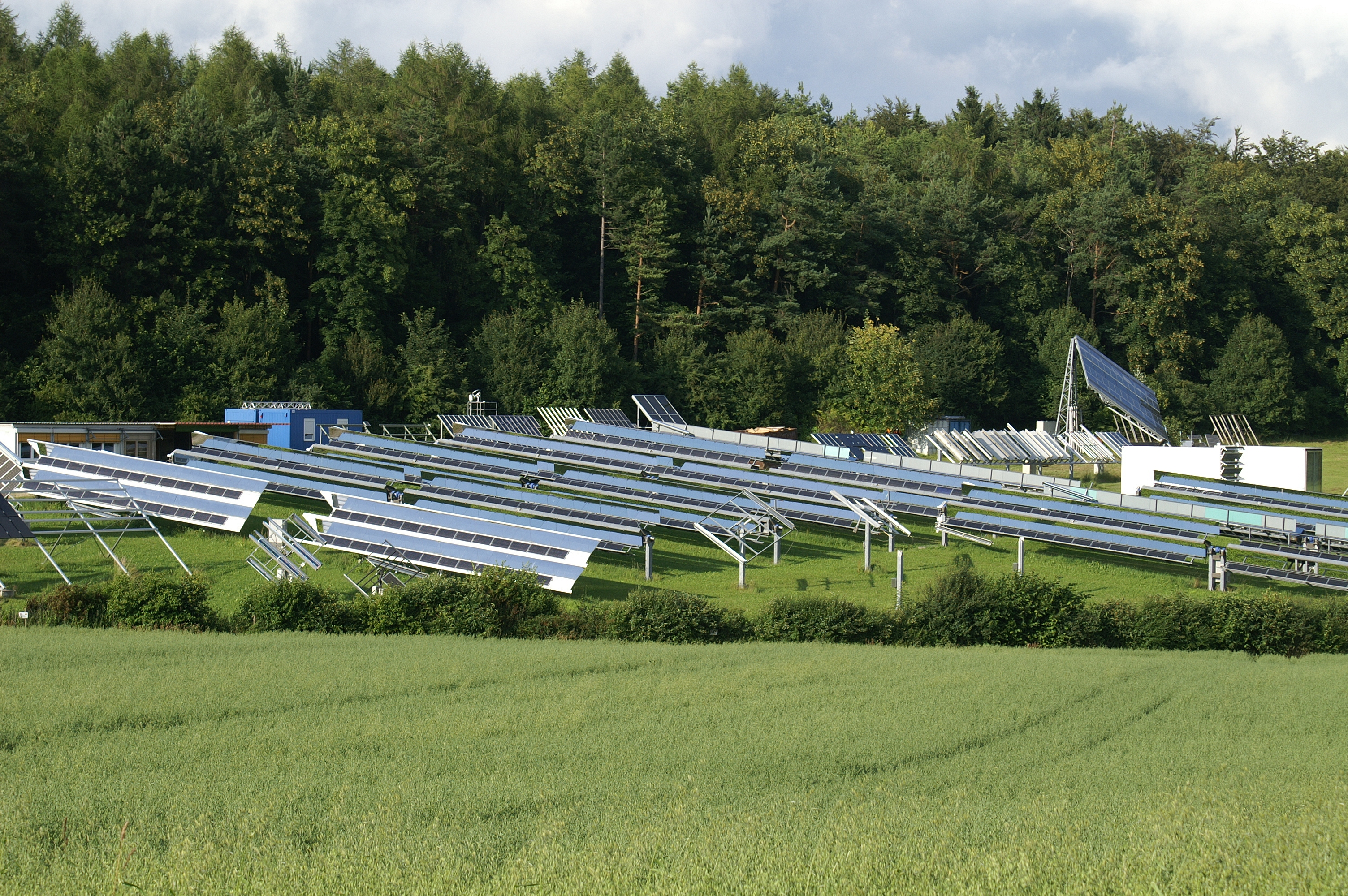
Solar-Testfeld Widderstall

- Kirche zu den „Heiligen Drei Königen“
- Solar-Testfeld Widderstall des ZSW (Zentrum für Sonnenenergie- und Wasserstoff-Forschung Baden-Württemberg)
- renovierte Gemeindehalle mit Kultur- und Begegnungsmöglichkeiten, anmietbar bei der Gemeindeverwaltung Merklingen
- neue Sport- und Mehrzweckhalle (zweiteilbar)
- Neubau der Reithalle des Reit- und Fahrvereines Merklingen (2005)
- Von Juni 2001 bis November 2012 bestand die Modellbahnshow Merklingen, eine über 400 Quadratmeter große Modelleisenbahnanlage in der Spur H0 (Maßstab 1:87) mit einer Gleisgesamtlänge von ca. 700 m.

### Vereine
Neben dem größten Verein in Merklingen, dem Arbeiter-Samariter-Bund, existieren noch viele andere Vereine. Der Turnverein 1862 Merklingen e. V. (TVM) kommt ebenso auf eine beträchtliche Mitgliederzahl. Weitere Vereine sind beispielsweise der Musikverein Merklingen e. V., der Reit- und Fahrverein, die Kirchenmusik, der Obst- und Gartenbauverein und der Gesangverein.

### Kulinarische Spezialitäten
Merklinger Nudla sind eine Merklinger Backspezialität und werden vom Frühstück bis zum Abendessen, zu Süßem und zu Deftigem gereicht. Nudla werden zubereitet aus Mehl, Schweineschmalz, Hefe, einem Ei, Milch und etwas Salz und Zucker.